# 身元不明線源
身元不明線源（みもとふめいせんげん、英: orphan source）とは、何らかの理由で法令に基づく管理がされなくなった放射線源の事を指す。湧き出し線源とも言う。発生する理由としては、規制が行われる前に廃棄されたため管理が行われていない、紛失や盗難により、管理が行われなくなった等がある。 これらは、放射線源として認識されていないため、防護が行われずスクラップに混ざるなどして被曝事故をひき起こすことがある。
福島第一原子力発電所事故に伴い、線量を測る人が増えたことから認識されていなかった身元不明線源が発見される例がある。

## 身元不明線源のかかわる被曝事故
- ゴイアニア被曝事故
- クラマトルスク放射線事故
- タミク放射線事故
- リア放射線事故
- サムットプラカーン被曝事故
- 1962年メキシコシティ被曝事故
- シウダー・フアレス放射能汚染事故
- 千葉で拾得した非破壊検査用のイリジウム192線源をポケットに入れていて被曝した事故[1]（1971年）
- 台湾でコバルト60の混入した鉄筋によって建てられたアパートで住民が被曝した事故[2]（1992年）